# Nationaltheater Warschau

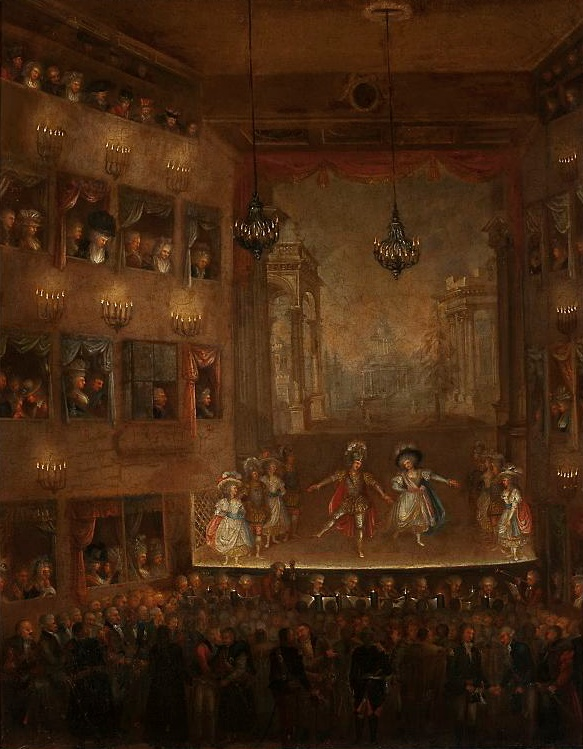
Aufführung in Gegenwart des Königs Stanislaus II, 1790. Inneres des ersten Nationaltheaters in Warschau am Krasiński-Platz.

Das Nationaltheater Warschau (Teatr Narodowy) als Institution wurde ursprünglich durch Polens letzten Monarchen Stanisław August Poniatowski in Warschau, Polen 1765, während der sogenannten polnischen Aufklärung gegründet.

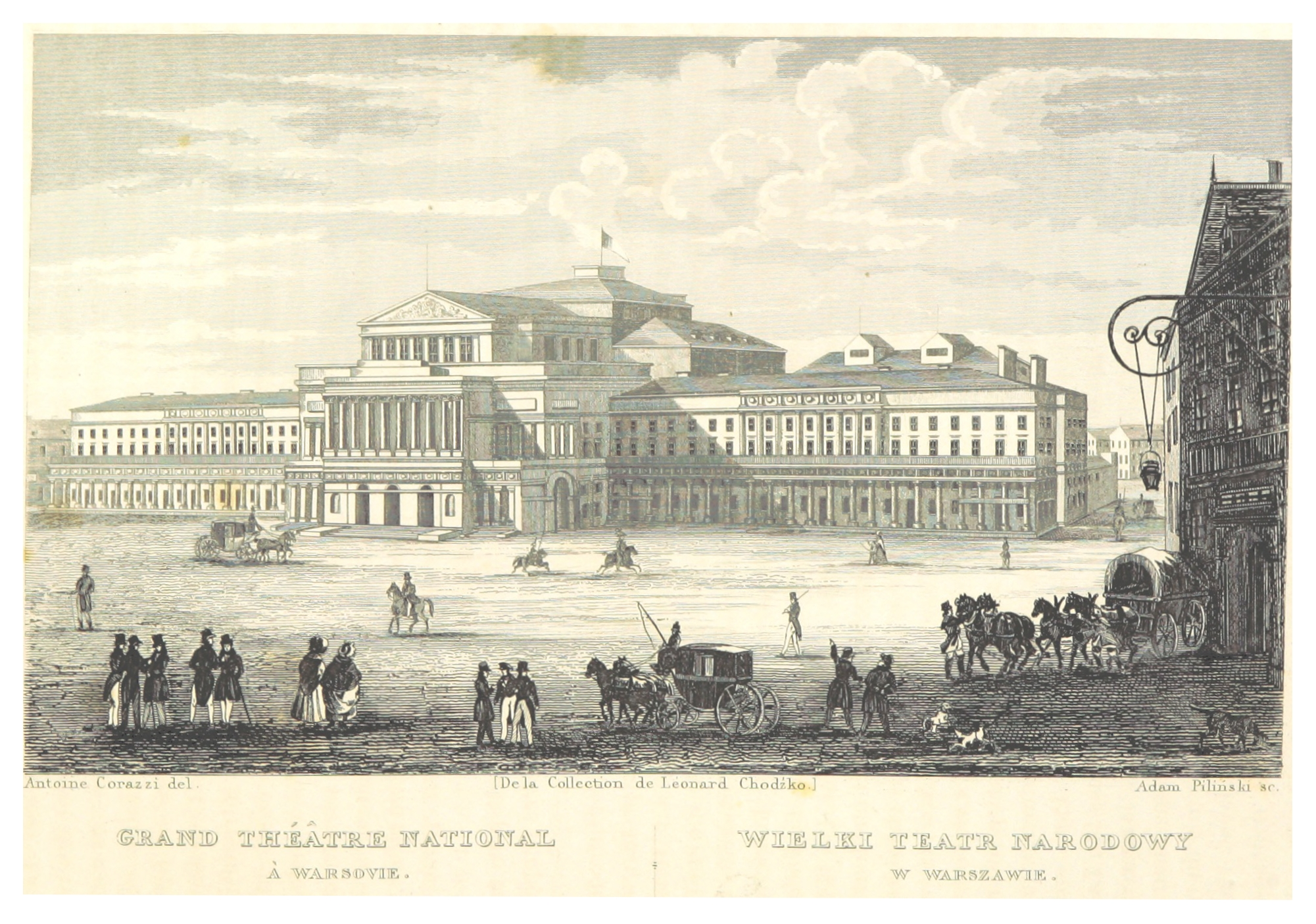
Nationaltheater Warschau (1839)

Das Schauspieltheater im Gebäude des Großen Theaters (Teatr Wielki) eröffnete am 11. Oktober 1830 mit einer Darbietung des 1. Klavierkonzert in e-moll, op. 11 von Frédéric Chopin. Die Theater-Aktivitäten wurden dann aber bereits nach dem Novemberaufstand 1830 vorerst eingestellt.
Das Nationaltheater wurde im Jahr 1924 wiedereröffnet, während der Zweiten Polnischen Republik. Die starke Repression und politische Kontrolle, die über die Kultur während der Volksrepublik Polen (1945–1989) ausgeübt wurde, beeinträchtigte die Qualität der Programmplanung des Theaters entschieden.

## Weblink
- Homepage des Nationaltheater Warschau

Koordinaten: 52° 14′ 36,2″ N, 21° 0′ 36,1″ O